# Левандовський Микола Мар'янович
Левандовський Микола Мар'янович (18 грудня 1946, Пулини — 24 лютого 2022, Пухівка) — український архітектор; член Спілки архітекторів України.

## Біографія
Народився 18 грудня 1946 року в смт. Червоноармійськ на Житомирщині (нині Пулини). 
В 1976 році закінчив Київський художній інститут (майстерня Анатолія Добровольського).
Трудову архітектурну діяльність розпочав в інституті “Київпроект” з 1976 р. Пройшов шлях від архітектора до керівника творчої архітектурної майстерні.
ТАМ “М. Левандовський” заснована в 1992 р. Основні напрямки діяльності: проектування житлово-громадських будівель та споруд, установ культурно-освітнього призначення, спортивних і фізкультурно-оздоровчих комплексів та інших об’єктів у м. Києві та на теренах усієї України.
Член Національної спілки архітекторів України.
Голова районного відділення міжнародної громадської організації Земляцтво житомирян
- Лауреат Всесоюзного конкурсу творчості молодих архітекторів (1984).
- Лауреат першої премії в номінації “Будівля - кращий реалізований проект” Всеукраїнського конкурсу “Стиль, бездоганність, краса” (2001)
- Лауреат третьої премії в номінації “Адміністративно-громадська будівля . Кращий реалізований проект”.
- Грамота Держкомітету України з будівництва та архітектури за вагомий внесок у спорудження об’єкту - переможця конкурсу на кращі будинки і комплекси житлово-цивільного та  промислового призначення побудованих в 2001 р.

## Архітектурна діяльність
У Києві розробив проєкти:
- Комплекс адмінбудинків Конституційного Суду України (2001)[джерело?]
- Адміністративно офісна будівля по вул. Радунська (2001)[джерело?]
- Реконструкція Молитовного Будинку Євангельських Християн-Баптистів по вул. Пухова (2003)
- Будинок футболу - Федерація футболу України (2006)[джерело?]
- Офісний центр по вул. Дорогожицька, 8 (2011)[джерело?]

### Участь у конкурсах
- Створення проєкту перебудови «старого кварталу» Хрещатика (1982)[2]

1. ↑  Регіональні осередки організації МГО «Земляцтво житомирян»
2. ↑  Старий Хрещатик: як і чому радянські архітектори хотіли перебудувати квартал, який вцілів на війні